# Sinagoga principal de Fráncfort del Meno
La sinagoga principal en la Börnestrasse, la antigua Judengasse  de Fráncfort del Meno, fue el centro del judaísmo reformista en la ciudad. Fue construida a partir de 1855 e inaugurada el 23 de marzo de 1860.  Después de las construcciones anteriores de 1462 y 1711, fue la tercera sinagoga en ese lugar.
Durante la Noche de los cristales rotos de 1938, la sinagoga principal, al igual que las demás sinagogas de Fráncfort, fue incendiada. Las ruinas quemadas del edificio fueron demolidas en enero de 1939 y sus piedras se utilizaron para construir un muro que delimitaba el cementerio principal.  Hoy en día, una placa conmemorativa en la Kurt-Schumacher-Straße la recuerda. 

## Localización

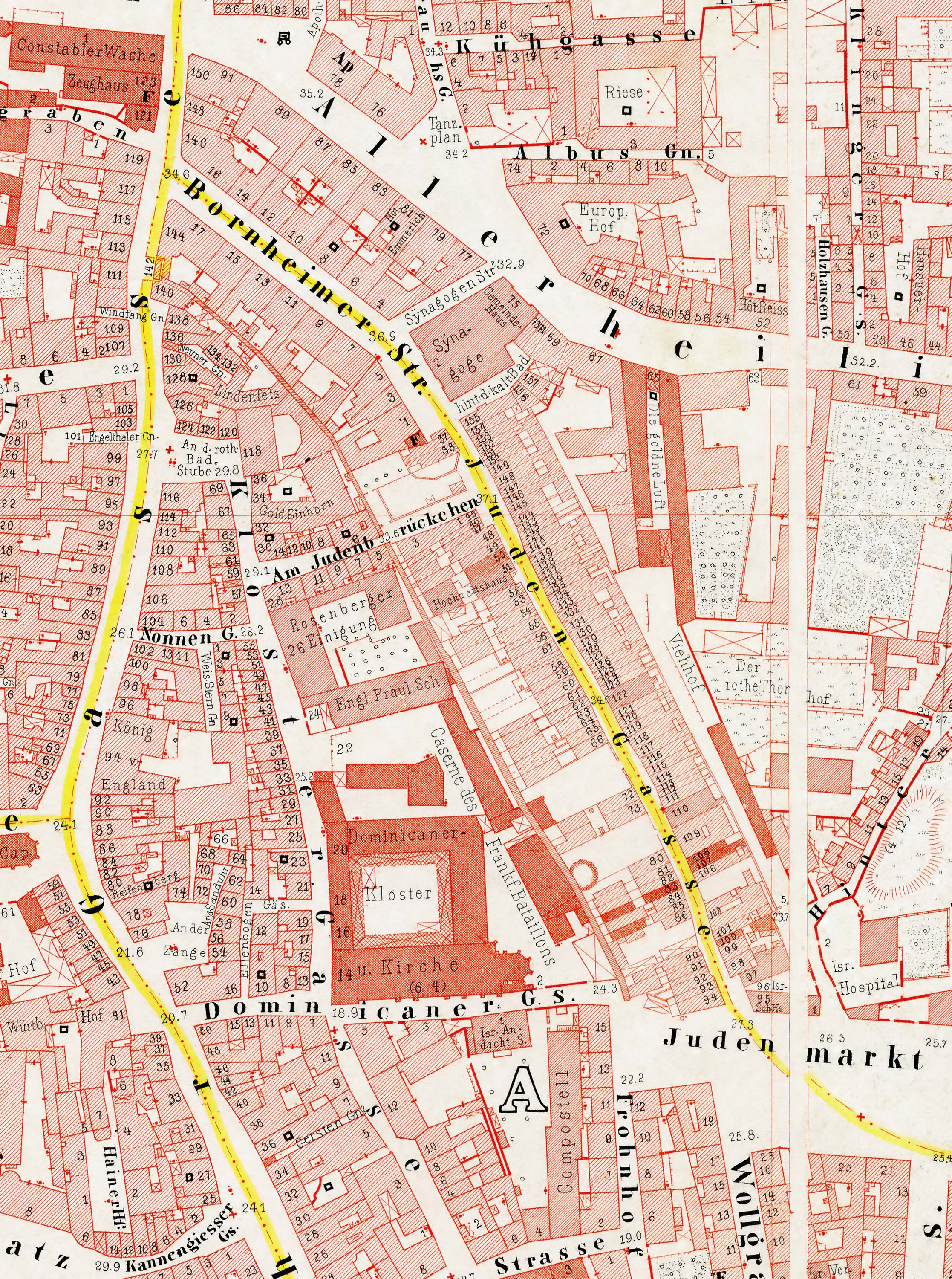
La sinagoga principal en el Ravensteinplan (1861): en el extremo sur de la Bornheimer Straße

La sinagoga principal se construyó en el mismo terreno que sus predecesoras en la Judengasse. El tercio norte de la Judengasse fue destruido en el incendio de julio de 1796.  Esta sección de la Judengasse fue reemplazada por una calle más ancha, la Bornheimer Straße, la Judengasse restante era entonces su continuación al sur. La sinagoga principal estaba en el extremo sur de la Bornheimer Strasse, en el lado este (ver imagen a la derecha).
En 1885, la parte más antigua de la Judengasse, que también fue reemplazada por una calle más ancha, pasó a llamarse Börnestrasse, incluida la Bornheimer Strasse. Desde entonces, la sinagoga era la "sinagoga principal de la Börnestrasse".

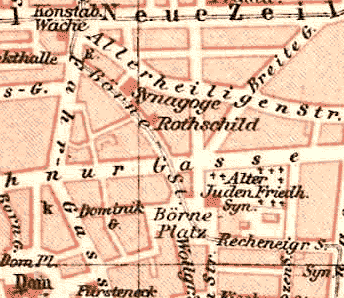
El nombre Börnestrasse, vigente desde 1885, y un mapa de la ciudad en 1893.

El edificio lindaba al fondo con la Aller Heiligenstrasse. Como las dos calles no eran exactamente paralelas, la parte trasera de la sinagoga se giró unos 15 grados con respecto al eje longitudinal. La estrecha calle de la Sinagoga estaba en el lado norte del edificio, y el Sackgasse (callejón sin salida) Hinter dem kalten Bad (detrás del baño frío) estaba en el lado sur.

## Arquitectura

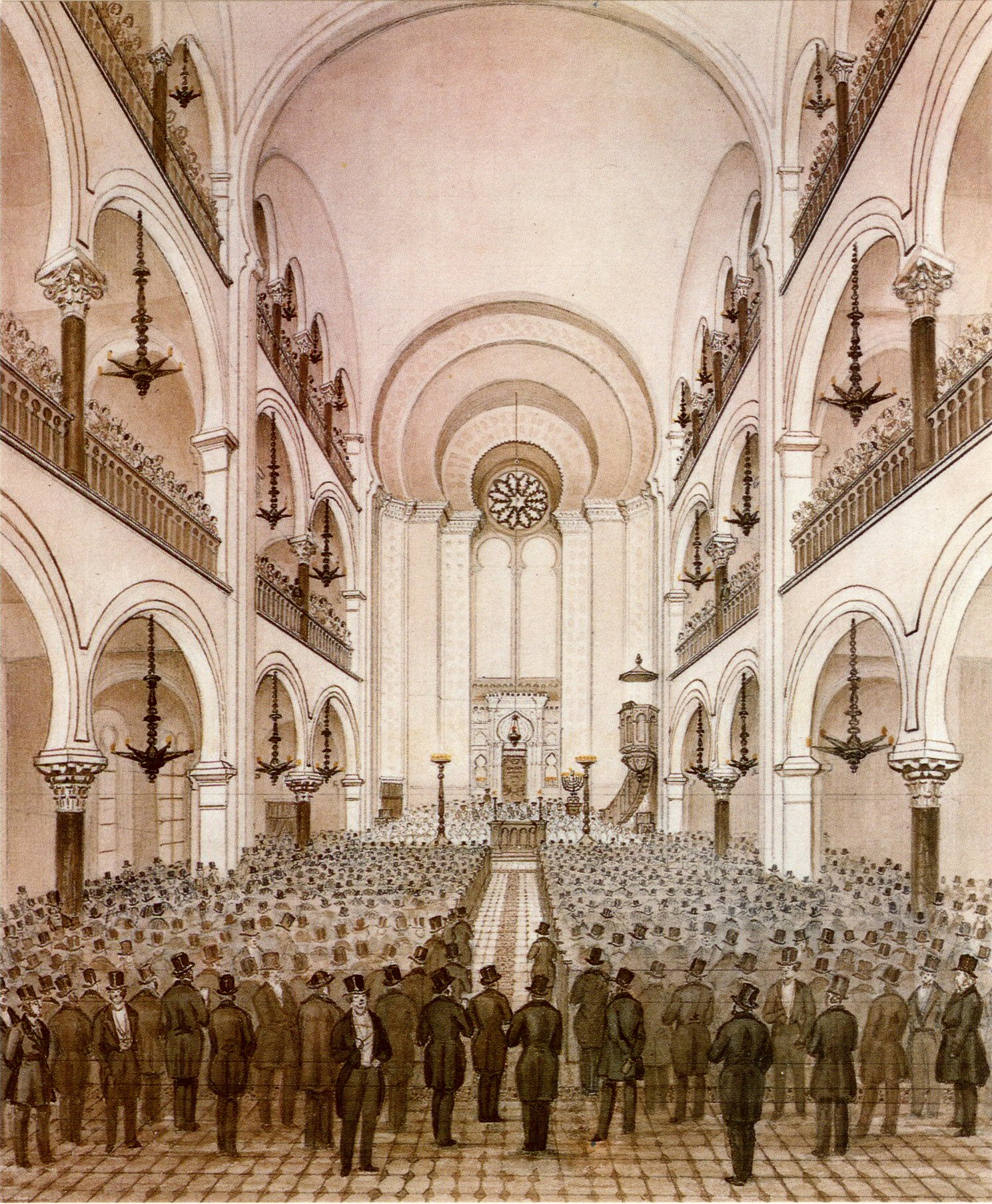
Inauguración de la sinagoga principal el 23 de marzo de 1860, al fondo el santuario de la Torá, la bimá y el púlpito (cromolitografía)

El constructor de la sinagoga principal, que se erigió entre 1855 y 1860, fue el arquitecto de Fráncfort Johann Georg Kayser (1817 a 1875). Fue alumno de Friedrich Maximilian Hessemer y Friedrich Ziebland y enseñó arquitectura en la escuela comercial y dominical desde 1844. 
El nuevo edificio representativo de piedra arenisca roja correspondía al espíritu historicista de aquella época. Retomó elementos estilísticos góticos, moriscos y bizantinos. Los capiteles de las columnas, por ejemplo, podrían compararse con los de la Mezquita-catedral de Córdoba.

### Vista exterior
La fachada principal que daba a la Börnestrasse tenía 24,50 metros de ancho y el edificio 26,50 metros de largo. La fachada oeste constaba de un ala central y dos edificios de cuatro pisos, con forma de torre y cúpula, que flanqueaban el ala central. La fachada del ala central constaba de una entrada principal más pequeña en el sótano, una enorme ventana gótica de tracería con arcos de quilla prensados en el piso superior y un hastial escalonado como acabado de la fachada superior. El escalonamiento del portal y la ventana recordaba a la arquitectura de la iglesia neogótica inglesa,  mientras que el hastial escalonado se derivaba de la arquitectura secular del gótico tardío y la tracería de la ventana presentaba arcos de herradura islámicos ubicados sobre las delgadas barras de tracería que dividían la ventana.
Las dos torres sólo sobresalían ligeramente por encima de la parte central de la fachada, lo que reducía la impresión de una fachada de dos torres y la similitud con el edificio de la iglesia. La terminación con una cúpula bulbosa curva, con cúpulas en las esquinas, recordaba los alminares del período mameluco en El Cairo, como el minarete de la mezquita del Sultán Hassan, la madrasa y la tumba del sultán Qalawun o el sultán Qaitbey. 
En la parte trasera del edificio, a lo largo del Aller Heiligengasse, se encontraba, entre otras cosas, una pequeña sala de reuniones y un archivo.

### Arco de herradura
El diseño interior de la sinagoga de Fráncfort estuvo determinado por el arco de herradura y, por tanto, era oriental.  La forma de herradura era evidente en todos los arcos, como en los arcos de arcada del sótano y en las galerías del primer y segundo piso. También se encontraron en los arcos de cinturón, así como en el arco de bóveda de triple estrechamiento, que cerraba la ventana ciega de dos partes en arco de herradura con el gran rosetón en el este. Finalmente, el arco de herradura se puede encontrar en el hejal de tres partes y en el friso de la arcada en la barrera central y en el púlpito.

### Decoración de interiores
La decoración interior correspondía a las peculiaridades litúrgicas del movimiento reformista. El santuario de la Torá y Bima (atril) en el ábside oriental se complementan con un púlpito en el lado derecho. Había también un órgano. En la nave principal y en las dos naves laterales de la sinagoga había 514 asientos reservados para hombres. En las galerías situadas encima de los pasillos laterales había un total de 506 asientos para mujeres.

## Historia

### Edificios anteriores

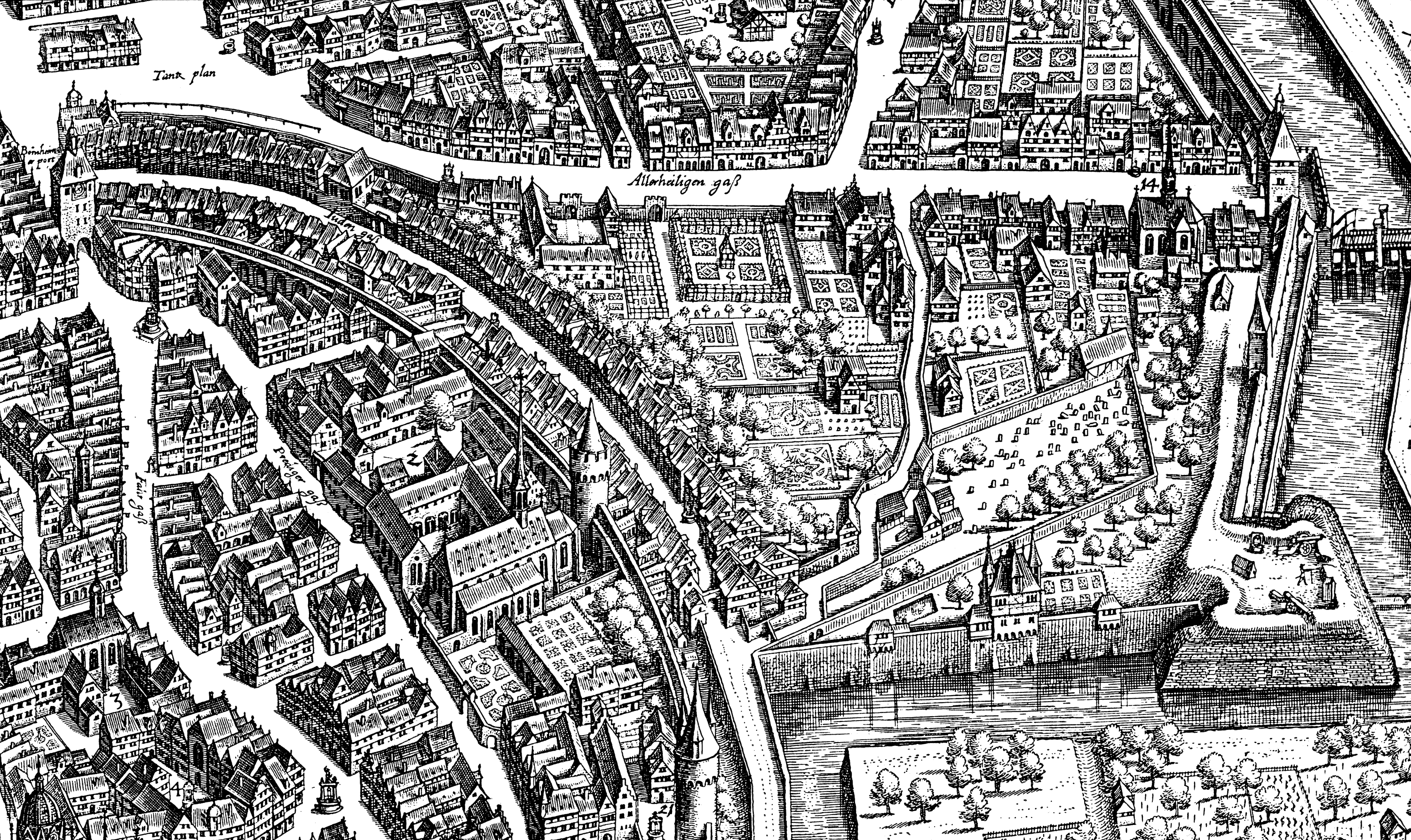
La Judengasse arqueada en un grabado de Matthäus Merian, 1628. Sobre el cartel de Judengaß se encuentra la sinagoga.

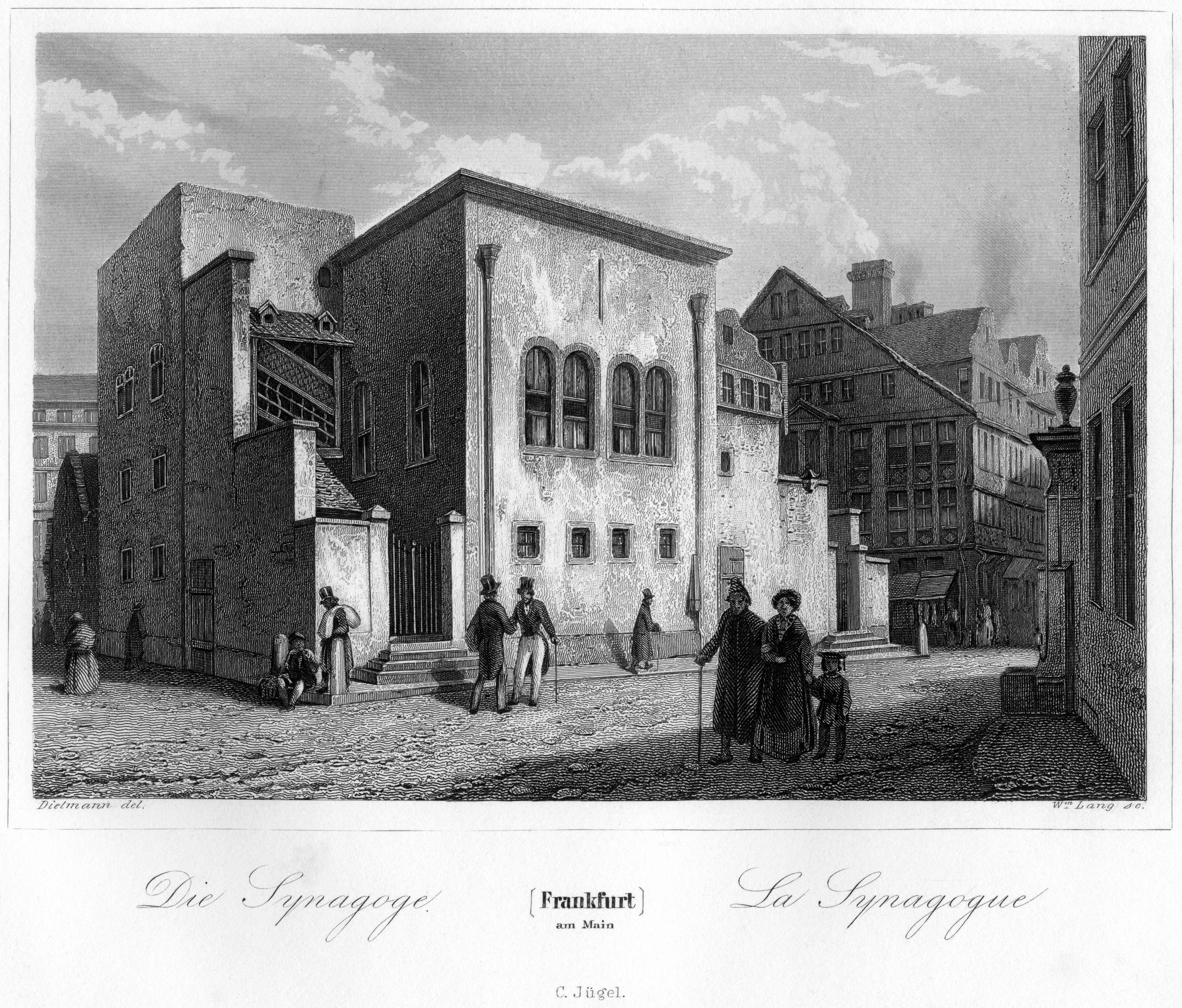
La segunda sinagoga de 1711. Grabado en acero de Wilhelm Lang a partir de una plantilla de Jakob Fürchtegott Dielmann (1845).

La sinagoga más antigua de la Judengasse de Fráncfort, la llamada Altschul, fue uno de los primeros edificios que se construyeron poco después de la creación del gueto en 1462. A medida que la comunidad judía creció, se amplió varias veces a lo largo de los años. Durante el llamado Gran Incendio Judío del 14 de enero de 1711, la sinagoga también se quemó.
La sinagoga fue uno de los primeros edificios reconstruidos ese mismo año. Este segundo edificio siguió siendo el centro espiritual de los judíos de Fráncfort incluso después de que se levantara el requisito del gueto en 1796.

### División de la comunidad
En el siglo XIX, crecieron las tensiones entre los judíos ortodoxos de Fráncfort y los seguidores del judaísmo reformista bajo el mando del rabino Abraham Geiger. En 1844, la junta comunitaria llamó a Fráncfort al rabino Leopold Stein,  un representante moderado del ala reformista. El nombramiento dividió a la comunidad, ya que el actual gran rabino Salomon Abraham Trier era un acérrimo oponente de Stein.  En 1851, la Asociación Ortodoxa bajo el liderazgo del rabino Samson Raphael Hirsch se separó de la comunidad israelita, en la que permaneció un ala ortodoxa además del ala liberal.
Leopold Stein desempeñó un papel clave en la demolición de la antigua sinagoga en la antigua Judengasse, planeada desde hacía mucho tiempo, y en la construcción de un nuevo edificio representativo en el mismo lugar. Sin embargo, la construcción se retrasó porque el barón Amschel Mayer Rothschild retiró su compromiso de financiación debido a su ira por el empleo de Stein. En 1854 Stein logró su objetivo: la antigua sinagoga fue demolida.

### La nueva sinagoga principal
La construcción de la sinagoga principal comenzó en 1855. El rabino Stein pronunció el discurso ceremonial de la inauguración el 23 de marzo de 1860 en presencia de los dos alcaldes y del Senado de la Ciudad Libre de Fráncfort. En él destacó que la nueva sinagoga es un símbolo de la conexión de la comunidad israelí con la antigua religión y su pertenencia a la nación alemana. Este discurso provocó un escándalo en la junta comunitaria, que provocó la dimisión de Stein de su puesto rabínico dos años después.
En 1864, los judíos de Fráncfort recibieron los mismos derechos civiles que los ciudadanos alemanes.
El rabino César Seligmann,  que fue designado a Fráncfort en 1903, se convirtió en el líder del movimiento liberal religioso en Alemania. Creó un nuevo libro de oraciones reformista para la comunidad israelita de Fráncfort y, sobre esta base, un libro de oraciones de unidad para el culto liberal judío alemán. Fundó la revista Liberales Judentum y participó significativamente en la unificación judía liberal en Alemania. 
La sinagoga fue reconstruida y renovada completamente por el arquitecto Fritz Epstein en 1912. 

### Destrucción
En la noche de los cristales rotos las tropas merodeadoras de las SA incendiaron la sinagoga principal. El último cantor principal y administrador del rabinato, Nathan Saretzki, irrumpió en la sinagoga en llamas y salvó composiciones litúrgicas de valor histórico, que luego llevó al Philanthropin.      Los bomberos alertados llegaron rápidamente al lugar del incendio, pero no hicieron nada para apagarlo. El edificio se quemó hasta los muros exteriores. 
Esa misma noche también fueron incendiadas la sinagoga de Börneplatz, construida en 1882, la sinagoga ortodoxa de Friedberger Anlagen, construida en 1907, y la sinagoga de Westend, construida en 1910. En enero de 1939, la ciudad encargó a un contratista la demolición de las ruinas de la sinagoga principal y de la cercana sinagoga de Börneplatz. Con las piedras todavía utilizables se construyó un muro de 165 metros de largo a lo largo de la Eckenheimer Landstrasse para delimitar las zonas de ampliación del cementerio principal, construido unos años antes.
El 1 de abril de 1939, el alcalde nacionalsocialista Friedrich Krebs  obligó a la comunidad israelí a firmar el llamado Tratado Judío. En este acuerdo, la comunidad cedió todas sus propiedades a la ciudad, incluida la propiedad de la sinagoga principal, que ya había sido demolida, a cambio de una pequeña compensación.
Después de la destrucción de las sinagogas, la comunidad judía liberal celebró los servicios religiosos dirigidos por Nathan Saretzki como administrador del rabinato y el rabino Leopold Neuhaus en el auditorio de la Philanthropin, que fue empleada como "sinagoga de emergencia". Esto se conmemora con una placa desde el 27 de enero de 2000.  Por orden de los nazis, las ceremonias religiosas que se celebraban en el auditorio debían anunciarse como “horas de consagración musical-religiosa”. Uno de los últimos encuentros de este tipo tuvo lugar el 8 de junio de 1941, con obras de Eduard Birnbaum, Herbert Fromm, Samuel Naumbourg y Siegfried Würzburger, organista de la sinagoga Westend de Fráncfort. Saretzki fue deportado al gueto de Theresienstadt con su esposa Emmy y su suegra Rosa, de soltera Schaumburger (nacida el 14 de julio de 1859). La suegra de Saretzki murió allí el 16 de septiembre de 1943, mientras que la pareja fue llevada al campo de concentración de Auschwitz el 9 de octubre de 1944 y asesinada allí tres días después. 
La Sinagoga de Westend fue la única sinagoga de Fráncfort que sobrevivió al período del nacionalsocialismo y la Segunda Guerra Mundial.

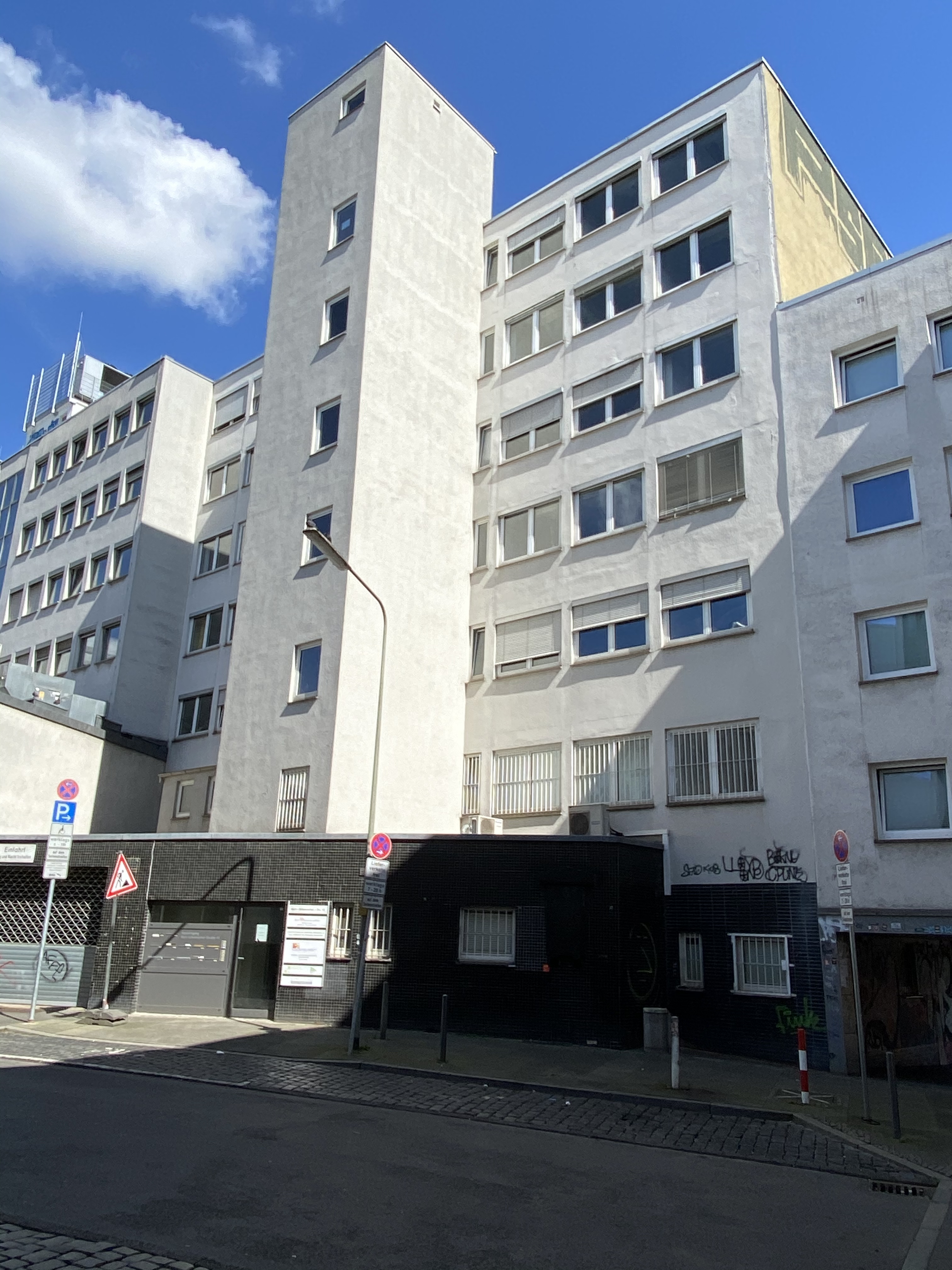
El edificio actual en el antiguo emplazamiento de la sinagoga principal.

### El entorno actual
En 1944, el casco antiguo de Fráncfort fue destruido en gran parte por varios intensos bombardeos. El área que rodea la antigua sinagoga principal también fue completamente incendiada. Durante la reconstrucción de la década de 1950, la antigua Börnestrasse desapareció como consecuencia de una modificación vial. La ancha Kurt-Schumacher-Straße corta en ángulo agudo el antiguo curso de la Judengasse y cubre así gran parte del antiguo barrio del gueto. La sinagoga principal estaba ubicada donde ahora la Aller Heiligenstrasse desemboca en la Kurt-Schumacher-Strasse.
Hoy en día, el único recuerdo de la sinagoga es una placa conmemorativa de granito colocada en 1946 en la fachada de la casa en Kurt-Schumacher-Straße 41. Lleva la inscripción: “Aquí se encontraba la sinagoga principal de Börnestrasse, que fue destruida por los criminales nazis el 9 de noviembre de 1938”.
El periódico Frankfurter Allgemeine Zeitung publicó el 24 de mayo de 2023 un artículo donde señalaba que el lugar donde se encuentra la placa conmemorativa era usado como urinario, y estaba lleno de basura y matorrales. 
Existe un proyecto de la oficina de planeamiento urbano de la ciudad de Fráncfort (Stadtplanungsamt) para rediseñar el lugar donde se encuentra la placa conmemorativa. 